# Руско-турска конфронтација у Сирији
Руско-турска конфронтација у Сирији се односи на политички сукоб између Турске и сиријске владе која се касније претворила у војну кризу између Турске и Русије након новембра 2015. године и обарање једног руског војног авиона Су-24 од стране турске авијације након што је руски авион наводно повредио ваздушни простор Турске. Повећана руска војна интервенција и непријатељски турски одговори су допринели повећању ескалације између две државе. Сукоба између две државе су порасли на политички и економски ниво. Турска је оптуживала руске снаге за кршење турског ваздушног простора и ратне злочине против сиријских Туркмена. Руска војска је оптужила Турску због илегалних економских веза са ИСИС-ом и за планирање војне интервенције у Сирији против легитимне владе.